# Otto Löhmann
Otto Löhmann (* 19. Juni 1908 in Ulm; † 27. November 1978 in Marburg) war ein deutscher Bibliothekar.

## Leben
Löhmann studierte Romanistik, Anglistik und Philosophie in Halle (Saale), wo er 1935 auch promoviert wurde und 1936 das Staatsexamen ablegte. 1936 begann er an der Staats- und Universitätsbibliothek in Königsberg als Volontär, 1938 wechselte er an die Staatsbibliothek in Berlin, wo er seine Fachprüfung ablegte. Im gleichen Jahr wurde er Bibliothekar in der Bibliothek des Reichsbundes der Deutschen Beamten, 1942 wechselte er an die Berliner Staatsbibliothek zurück. Von 1940 an war er als Soldat im Zweiten Weltkrieg eingesetzt, geriet in Gefangenschaft und kehrte erst 1953 nach Deutschland zurück. Er konnte nun seine Bibliothekslaufbahn in der Westdeutschen Bibliothek in Marburg, dem Vorläufer der Staatsbibliothek in West-Berlin, fortsetzen. Dort übernahm er 1955 die Erwerbungsabteilung und knüpfte an die Erwerbungspolitik der ehemaligen Staatsbibliothek an. 1965 wurde er zum Direktor ernannt, was er bis zu seiner Pensionierung 1973 blieb.

## Schriften (Auswahl)
- Die Rahmenerzählung des Decameron: ihre Quellen und Nachwirkungen; ein Beitrag zur Geschichte der Rahmenerzählung, Halle (Saale): Niemeyer 1935 (Romanistische Arbeiten; 22) (Teilw. zugl.: Halle-Wittenberg, Univ., Diss., 1934).
- Der Fichte-Nachlaß Teil II in der Staatsbibliothek der Stiftung Preußischer Kulturbesitz. In: Jahrbuch der Deutschen Schillergesellschaft, 1963, S. 521–535.
- Die Sage von Gawain und dem Grünen Ritter, Königsberg; Berlin: Ost-Europa-Verl. 1938 (Schriften der Albertus-Universität. Geisteswissenschaftliche Reihe; 17).
- Die Neuerwerbungen der Staatsbibliothek an Nachlässen, Handschriften und Autographen seit 1959. In: Jahrbuch Preußischer Kulturbesitz, Bd. 3 (1964/1965), S. 197–217.
- Die Marburger Zeit der Staatsbibliothek. In: Jahrbuch Preußischer Kulturbesitz, Bd. 11 (1973), S. 85–106.